# (38455) 1999 TK3
1999 TK3 (asteroide 38455) é um asteroide da cintura principal. Possui uma excentricidade de 0.11777890 e uma inclinação de 1.71458º.
Este asteroide foi descoberto no dia 4 de outubro de 1999 por Paul G. Comba em Prescott.